# Helen Keogh
Helen Catherine Anne Keogh (* 3. Juni 1951 in Dublin) ist eine irische Politikerin.

## Leben
Keoghs studierte am University College Dublin. Ihre politische Karriere begann sie bei den Progressive Democrats, denen sie im Dezember 1985 beitrat. 1987 kandidierte sie für ihre Partei erfolglos für einen Sitz im 25. Dáil Éireann. 1989 wurde sie von Taoiseach Charles Haughey zur Senatorin im 19. Seanad Éireann nominiert und gehörte dem Oberhaus des irischen Parlaments bis 1992 an, als sie für ihre Partei im Wahlkreis Dún Laoghaire in den 27. Dáil Éireann gewählt wurde. Nachdem sie 1997 aus dem Dáil Éireann ausgeschieden war, wurde sie von Taoiseach Bertie Ahern in den 21. Seanad Éireann nominiert. Am 14. Juni 2000 wechselte Keogh von den Progressive Democrats zu der Fine Gael. 2002 schied sie aus dem Seanad Éireann aus. 2011 kandidierte sie erfolglos für einen Sitz im 24. Seanad Éireann.
Seit Dezember 2003 ist sie Chief Executive von World Vision Ireland. Keogh ist verheiratet und hat zwei Töchter.